# Fohlenhof (Quedlinburg)

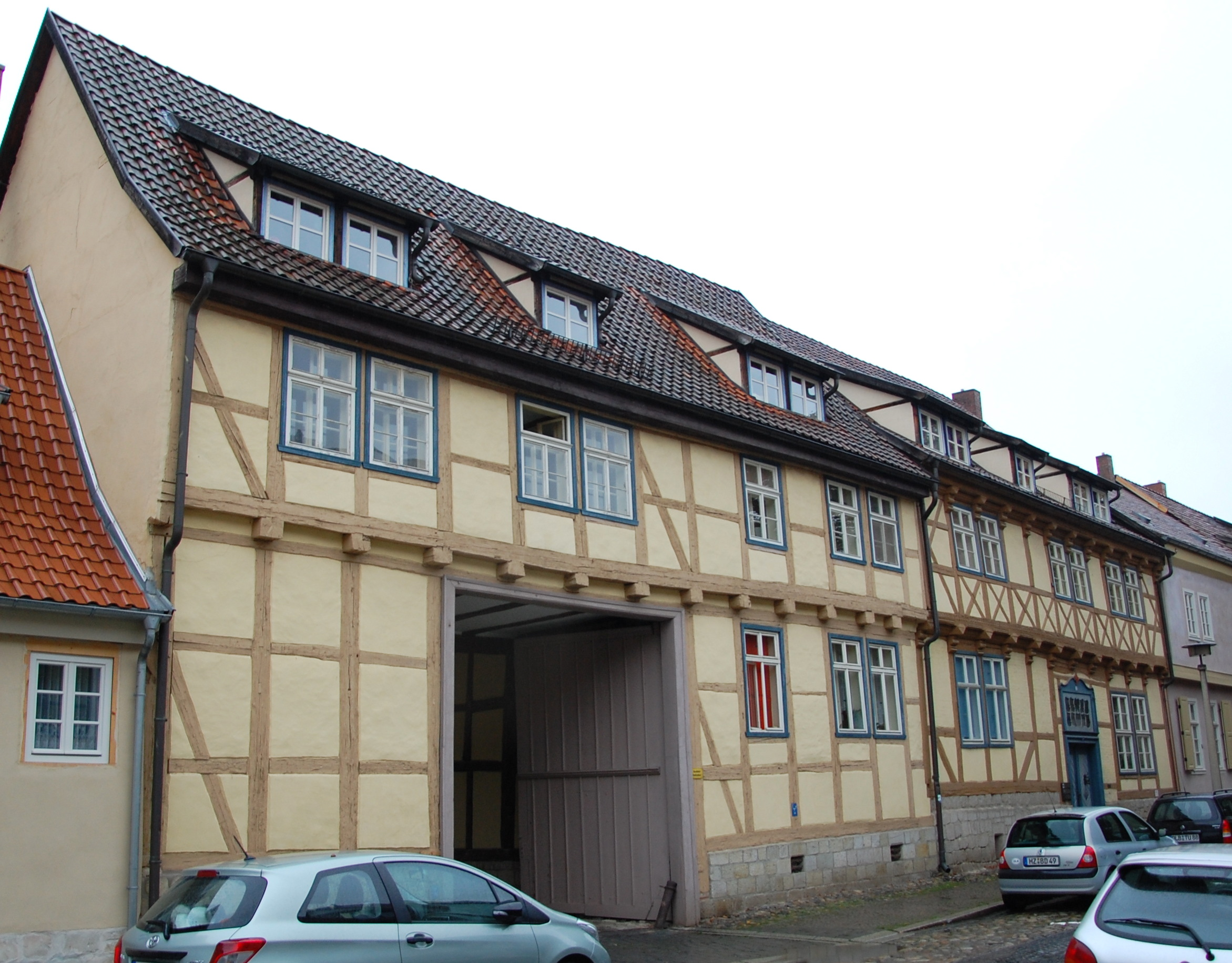
Fohlenhof

Das Fohlenhof ist ein denkmalgeschütztes Gebäude in der Stadt Quedlinburg in Sachsen-Anhalt.

## Lage
Es befindet sich in der historischen Quedlinburger Neustadt auf der Südseite der Kaiserstraße und ist im Quedlinburger Denkmalverzeichnis eingetragen.

## Architektur und Geschichte
Der Fohlenhof wurde im Auftrag der Stadt Quedlinburg als Zuchthof errichtet, worauf der Name des Anwesens zurückgeht. Den ältesten Teil der großen Anlage stellt der nach einer Bauinschrift 1682, nach anderen Angaben 1683 bzw. erst 1690 durch den Zimmermeister Martin Lange errichtete Westteil des Vorderhauses dar. Auf ihn verweist die Inschrift M.MARTEN LANGE Z. Dieser Gebäudeteil weist die für Lange typischen Schnitzereien mit floralen Motiven auf. Auch die mit Ranken beschnitzten Tüständer sind noch aus der Bauzeit. Die Haustür mitsamt Oberlicht stammt aus der Zeit des Rokoko um 1750.
Der östliche Gebäudeteil diente als Wirtschaftsteil und verfügt über eine Tordurchfahrt. Er entstand in der zweiten Hälfte des 18. Jahrhunderts und wurde im 19. Jahrhundert zu Wohnzwecken umgenutzt.
Ein auf der Ostseite des Hofs befindlicher Gebäudeflügel entstand im 18. Jahrhundert. Wohl im 17. oder 18. Jahrhundert wurde südlich des Hofs eine Scheune in Fachwerkbauweise mit überblattenden Streben errichtet.